# Tosia Altman
Tosia (Tova) Altman (n. 24 august 1918, Lipno; a copilărit în Wloclawek - d. mai 1943, Varșovia, Polonia) a fost unul dintre membrii rezistenței evreiești ZOB (abrevierea pentru Żydowska Organizacja Bojowa - Organizația Evreiască de Luptă, denumirea în poloneză a rezistenței) din Ghetoul Varșoviei precum și liderul mai multor mișcări de tineret (Hașomer Hațair). A colobarat cu Mordekai Anielewicz⁠(en)[traduceți], Simcha Rotem, Zivia Lubletkin și alții pe parcursul revoltei din ghetou. 
Aceasta s-a alăturat rezistenței evreiești în urma deportării mamei și surorii ei într-un lagăr nazist, care a survenit morții tatălui ei Gustav Altman, și a actionat în calitate de curier transportand arme, explozibil, materiale educaționale (interzise în ghetou pe durata ocupației naziste), marfă și oferind rezistențelor, evreilor și partizanilor aflați în partea ariană a Varșoviei informații actualizate despre situația din ghetou și acțiunile de rezistență din interiorul acestuia. După aproape o lună de rezistență împotriva armatei germane (rezistența evreiască din ghetou a rezistat împotriva germanilor mai mult decât întreaga armată poloneză) din cauza lipsei de hrană și arme rezistența a fost nevoită să se retragă în buncărul de pe Mila 18, unde Mordechai Anielewicz, Mira Fuchrer și alți membrii ai rezistenței s-au sinucis, fiind puși în fața unei capitulări iminente. 
Alti membrii, precum Tosia Altman, Marek Edelman, Simcha Rotem, Ytzak (Antek) Zuckerman și Zivia Lubletkin, împreună cu aproximativ 75 de luptători, au reușit să evadeze prin sistemul de canalizare. O săptămână mai târziu Tosia Altman a suferi arsuri grave pe toată suprafața corpului, după ce fabrica de celuloză în care se ascundea a luat foc; astfel a fost arestată de către Gestapo și a murit în custodia acestuia, fără a fi primit îngrijiri medicale.